# Harter Fell (Mardale)
Das Harter Fell ist ein 778 m hoher Berg im Osten des Lake District in England, Cumbria. Der Gipfel liegt am Treffpunkt von drei Gebirgskämmen und der Berg liegt am Ende von drei Tälern: Mardale, Longsleddale und Kentmere.

Es gibt auch ein Harter Fell zwischen dem Eskdale Tal und dem Duddon Valley im Westen des Lake District.

## Topography
Das Gipfelplateau bildet ein Hufeisen mit einer Öffnung in südöstlicher Richtung. Das Plateau ist schmal und mit Gras bewachsen. An jedem Ende des Hufeisens gibt es einen Nebengipfel.
Der südliche Grat führt über The Knowe und Brown Howe zum Kentmere Pike. Der östliche Grat führt über Little Harter Fell und Adam Seat hinab zum Gatescarth Pass, wo es wieder hinauf auf den Branstree geht.
Ein dritter niedriger Grat führt in die Mitte des Hufeisens führt hinab zum Nan Bield Pass und schließt dort an den Mardale Ill Bell und High Street. 
Südlich unterhalb des Harter Fell entspringt der River Sprint und das Kentmere Reservoir liegt an seiner westlichen Flanke. Im Norden des Berges liegt der Small Water See.

## Aufstieg
Die Gebirgspässe von Nan Bield und Gatescarth waren ein traditioneller Handelsweg, der das Mardale Tal mit Kentmere und Longsleddale verband. Mit dem Bau des Haweswater Reservoir entfiel der ursprüngliche Charakter dieser Verbindung, die nun aber einen leichten Weg auf den Harter Fell mit einer Straßenanbindung bis zum Ende des Haweswater Reservoir bietet. Über die Pässe ist aber auch ein Aufstieg vom Kentmere oder Longsleddale möglich.
Auf einer Wanderung über Kentmere Pike zum Harter Fell wird mit einer Fortsetzung des Weges über Mardale Ill Bell formt sich das sogenannte Kentmere Hufeisen (engl. Kentmere Horseshoe). Eine Kombination vom Harter Fell mit Branstree, Mardale Ill Bell und High Street führt in einem Bogen hoch um das Mardale Tal.
Ein Aufstieg ist auch direkt vom Longsleddale Tal über den ehemaligen Wrengill Quarry Steinbruch möglich. 

## Der Gipfel
Der Gipfel bietet einen guten Rundumblick, der unter anderem das gesamte Haweswater Reservoir einschließt. Auf dem Gipfel finden sich zwei Steinhügel.

## Klassifizierung
Der Harter Fell ist ein Wainwright. Er wurde ursprünglich als Marilyn geführt, doch haben erneute Messungen ergeben, dass er nur eine Schartenhöhe von 149 m hat und ihm damit ein Meter für die Kategorisierung fehlt.